# Svensk Filmdatabas

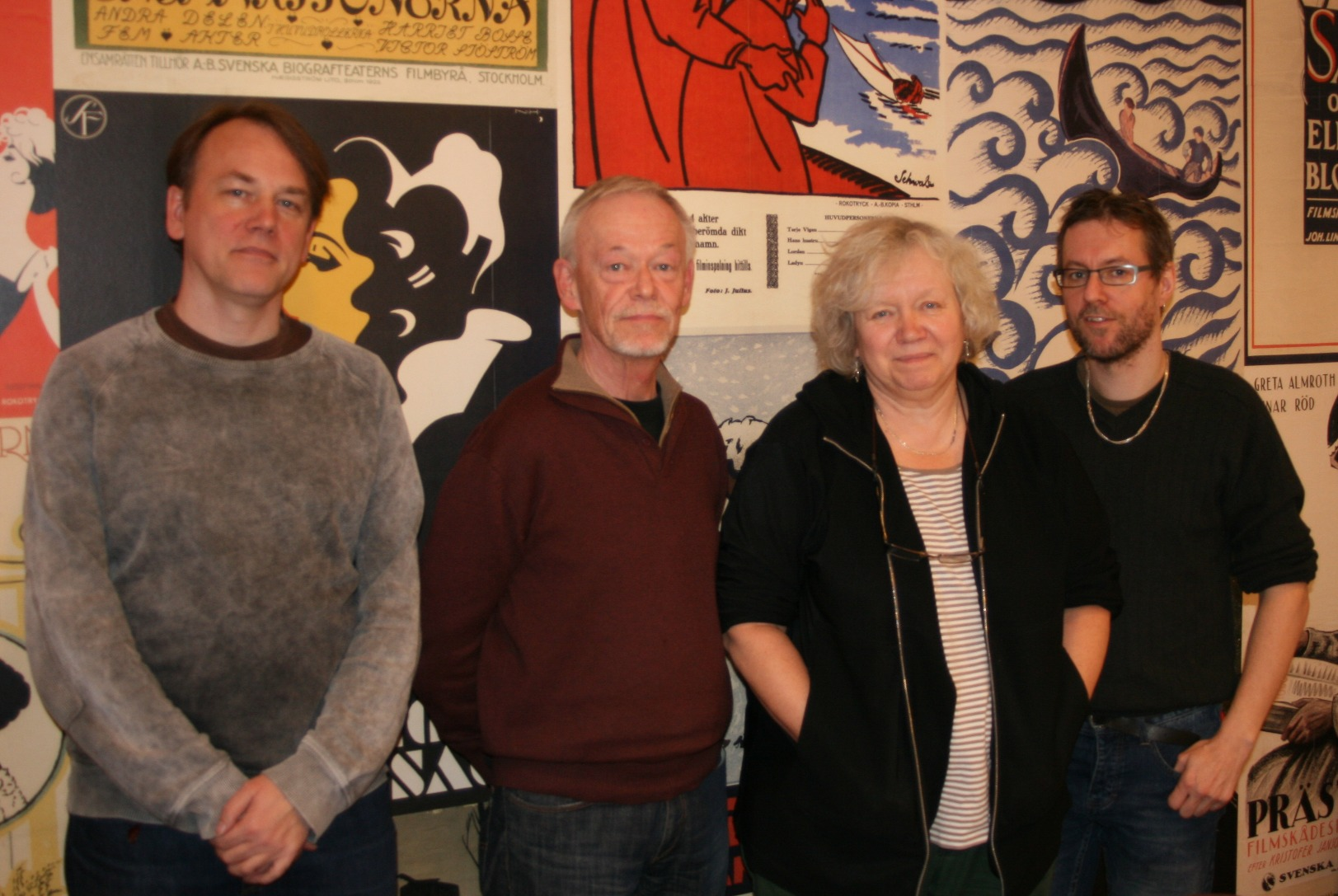
Redaktionen för Svensk filmdatabas i december 2009, däribland Per Sundfeldt och Marika Junström.

Svensk Filmdatabas är Svenska Filminstitutets internetdatabas för filmer som har haft svensk premiär. Databasen innehåller information och produktionsfakta om svenska filmproduktioner från 1897 och framåt samt filmer från andra länder som haft svensk biografpremiär. Där återfinns även biografier över skådespelare, regissörer, manusförfattare, producenter och andra filmmedarbetare. Filmdatabasen är skapad med stöd av Riksbankens Jubileumsfond.

## Historia
Svensk Filmdatabas lanserades av Svenska Filminstitutet den 8 oktober 2003. Den 7 november 2017 fick Svensk Filmdatabas ett nytt utseende med plats för fler bilder, filtreringsbar sökresultatlista och stöd för både mobiltelefon och dator. Den nya webbplatsen utvecklades i samarbete med Doberman och HiQ Mälardalen.